# Mylène Waalewijn és Rosanne Waalewijn
Mylène Waalewijn és Rosanne Waalewijn (Amszterdam, 2000. február 12. –) holland gyermekénekesek. Ők képviselték Hollandiát a 2013-as Junior Eurovíziós Dalfesztiválon, Kijevben.

## Pályafutás
Az ikreket már gyermekkorukban érdekelte a zene. 2013-ban jelentkeztek a Junior Eurovíziós Dalfesztivál holland nemzeti döntőjére, a Junior Songfestival-ra, Double Me című dalukkal. 2013. szeptember 28-án megnyerték a nemzeti döntőt, így ők képviselhették Hollandiát a 2013-as Junior Eurovíziós Dalfesztiválon, Kijevben.
A 2013. november 30-án megrendezett dalversenyen tizedikként álltak a színpadra. A szavazás során 59 pontot szereztek, ez a 8. helyet jelentette.

## Diszkográfia

### Kislemezek
| Év   | Cím               | Album |
| ---- | ----------------- | ----- |
| 2013 | Double Me         | —     |
| 2013 | We are the Future | —     |
| 2014 | Me & My Selfie    | —     |